# Chiesa dell'Assunzione di Maria Vergine (Fiscaglia)
La chiesa dell'Assunzione di Maria Vergine è la parrocchiale nella località di Cornacervina a Migliarino, frazione del comune sparso di Fiscaglia, in provincia di Ferrara. Rientra nel vicariato di Sant'Apollinare dell'arcidiocesi di Ferrara-Comacchio e l'antica pieve risale al X secolo.

## Storia
A Cornacervina la presenza della pieve è documentata sin dal X secolo e la sua torre campanaria fu eretta nel 1100.
Nella parte finale del XVI secolo l'edificio originario venne completamente ristrutturato.
Dal momento della sua fondazione l'antica pieve era ricaduta nell'ambito giurisdizionale dell'abbazia di Pomposa ma in seguito tale condizione subì diverse modifiche. Fece parte della diocesi di Comacchio, poi entrò nelle competenze dell'arcivescovo di Ravenna poi fece parte dell'arcidiocesi di Adria ed infine, nel 1818, con decreto papale firmato da papa Pio VII l'antica chiesa parrocchiale di Cornacervina venne integrata nell'arcidiocesi di Ferrara.
Dopo la metà del XIX secolo fu oggetto di un terzo rifacimento e verso la fine del secolo successivo venne restaurata.
Quando si verificò il terremoto dell'Emilia del 2012, la chiesa ne risultò seriamente danneggiata. 
A partire dal 2016 l'edificio è stato sottoposto ad importanti interventi per la sostituzione della copertura e il restauro post sisma della torre campanaria. Prima di questi lavori i danni al tetto avevano provocato infiltrazioni con conseguente danni alle decorazioni sulle pareti della sala e fenomeni di degrado delle strutture in legno.

## Descrizione

### Esterni
La storica pieve si trova nel piccolo abitato di Cornacervina a nord-ovest di Migliarino e presenta orientamento verso ovest. la struttura è costituita da diverse parti oltre a chiesa e torre campanaria, che sono l'ex casa delle suore, la canonica e la sagrestia. La facciata a salienti è intonacata.

### Interni
La navata interna è unica e il controsoffotto è ad arelle. Il presbiterio è leggermente rialzato.